# Коце Солунський
Ко́це Солу́нський (мак. Коце Солунски; *30 березня 1922, Прилеп, Королівство сербів, хорватів і словенців, тепер Північна Македонія — †3 травня 2007, м. Скоп'є, Македонія) — македонський письменник, драматург, поет і кіносценарист.

## З біографії
Коце Солунський народився 30 березня 1922 року в місті Прилепі.
Закінчив філософський факультет Скопського університету.
Коце Солунський — активний учасник Народно-визвольної війни 1941-45 років (під час Другої світової війни), був комісаром бригади.
Працював редактором прилепського літературного часопису «Устремління» („Стремеж“).
Прозаїк був членом Спілки письменників Македонії починаючи з 1961 року, якийсь час очолював її.
Також Коце Солунський був членом Македонського ПЕН-центру.
Помер 3 травня 2007 року в столиці вже незалежної македонської держави місті Скоп'є.

## Творчість і визнання
К. Солунський є автором багатьох оповідань та сценаріїв для кіно, а також низки біографічних есе і книг.
Бібліографія:
- «Не заметені сліди» (Трагите не се завеани, роман, 1960);
- «Друга македонська» (Втората македонска, повість, 1963);
- «Бунт і молодість» (Бунт и младост, біографічні портрети, 1965);
- «Мирче Ацев» (романізована біографія, 1968);
- «Божана» (радіо-драма, 1970);
- «Смолоскип» (Факелот, драма, 1971);
- «Кузман» (романізована біографія, 1973);
- «Завіяні сліди» (Трагите се завеваат, роман, 1983);
- «Бале» (романізована біографія, 1984);
- «Сліди Раде Металеця» (Трагите на Раде Металец, романізована біографія, 1984);
- «Михайло Апостольський» (Михајло Апостолски, романізована біографія, 1993);
- «Іскри» (Искри, поезія, 1998), «Незабутнє» (Незаборав, поезія, 1998).

Українською мовою оповідання Коце Солунського «Щоденник пошепки» переклав Андрій Лисенко (увійшло до збірки «Македонська новела», яка вийшла 1972 року в серії «Зарубіжна новела» і за яку перекладач отримав міжнародну премію «Золоте перо»).
Коце Солунський за свою літературну творчість має низку місцевих нагород і визнань, зокрема премії „13 ноември“ (премія міста Скоп'є за роман «Не заметені сліди»), „1 май“, „4 юли“.

## Джерело
- Коротко про авторів // Македонська новела. Київ: Дніпро, 1972, с. 361.